# تاكومي واتانابي
تاكومي واتانابي (باليابانية: 渡辺 匠) (15 مارس 1982 في لواكي في اليابان – )؛ هو لاعب كرة قدم ياباني سابق كان يلعب كلاعب وسط.

## وصلات خارجية
- تاكومي واتانابي على موقع رابطة كرة القدم اليابانية للمحترفين (اليابانية)
- تاكومي واتانابي على موقع قاعدة بيانات كرة القدم.إي يو (الإنجليزية)
- تاكومي واتانابي على موقع Soccerway.com (الإنجليزية)
- تاكومي واتانابي على موقع عالم كرة القدم.نت (الإنجليزية)
- تاكومي واتانابي على موقع كووورة